# Jelenec (powiat Nitra)
Jelenec – wieś i gmina (obec) w powiecie Nitra, w kraju nitrzańskim na Słowacji. Znajduje się na Nizinie Naddunajskiej,  u południowo-zachodnich podnóży gór Trybecz, w kierunku na południowy wschód od miasta Nitra. 